# 大幸薬品
大幸薬品株式会社（たいこうやくひん）は、大阪府吹田市内本町3丁目に本店、大阪市西区西本町1丁目に本社事務所を置く製薬会社である。JPX日経中小型株指数の構成銘柄の一つ。

## 概説
「胃腸薬・正露丸」の登録商標権を持つ「ラッパのマーク」の社章で広くその名を知られる。その他、ピシャット錠などの医薬品をはじめ、医薬部外品や二酸化塩素除菌消臭製品などの製造と国内外での販売、樋屋製薬が製造する「樋屋奇応丸」の国内販売権を有する。なお、医療用医薬品には一切参入していない。
1940年7月に、柴田音治郎が柴田製薬所を設立。1946年4月に「忠勇征露丸」の製造販売権を承継し、同年11月18日に大幸薬品株式会社を設立して、忠勇征露丸の販売を開始している。創業以来、長らく非上場会社であったが、2009年3月18日、東京証券取引所2部に上場した。2010年4月26日に東京証券取引所1部に指定替えした。2010年10月19日、日本経済団体連合会（日本経団連）に加盟した。
2014年3月、本社機能を大阪市西区のオリックス本町ビルに移転した。なお、吹田市にある工場は京都府相楽郡精華町の関西文化学術研究都市への全面移転を検討している。また吹田市の旧本社事務所は登記上の本店として残る。
2016年6月にアース製薬株式会社と資本業務提携を締結。同年7月にアース製薬が第三者割当により大幸薬品株式の一部を取得し、アース製薬は第三位株主となった。
2022年5月31日、業績悪化を受け、社員の1割強にあたる30人程度の希望退職者を募集することを発表した。クレベリン（後述）の販売不振に伴い、同年1～3月期連結決算では約17億円の最終赤字を計上していた。

## 事業所
登記上本店・大阪工場
- 大阪府吹田市内本町3-34-14

本社
- 大阪市西区西本町1-4-1 オリックス本町ビル16階

京都工場・研究開発センター
- 京都府相楽郡精華町光台1-2-1

小国工場（大幸TEC株式会社内）
- 山形県西置賜郡小国町大字田沢頭字平林638-7

東京オフィス
- 東京都港区東新橋2-3-3 オーゴ汐留5階

名古屋オフィス
- 名古屋市中村区名駅3-17-34 ナカモビル1階

## 正露丸の歴史

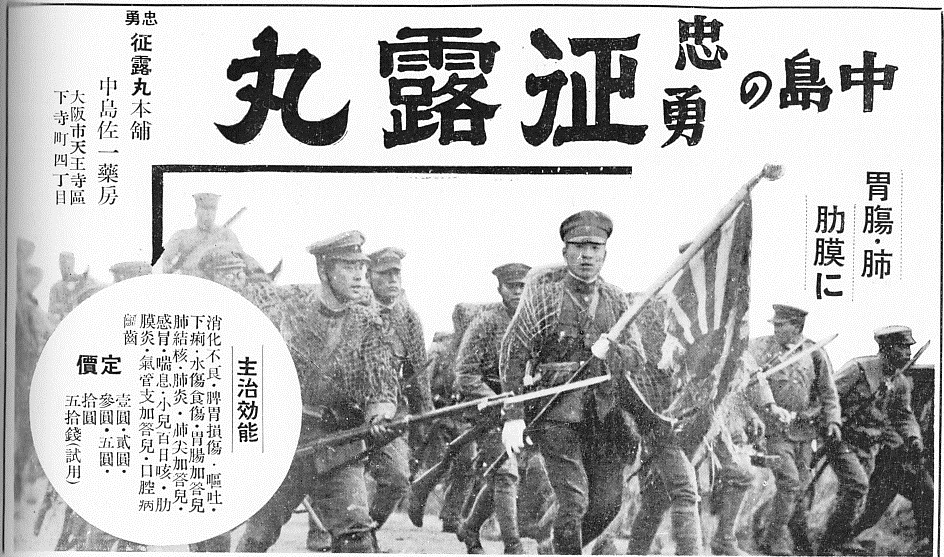
1930年代の征露丸の広告

正露丸の成り立ちは、1830年にドイツ人化学者カール・ライヘンバッハが、ヨーロッパブナの木から木クレオソートを蒸留したことが起源となる。当初は化膿傷の治療に用いられ、後に防腐剤として食肉の保存などに使用され、更に殺菌効果を期待して胃腸疾患に内服されるようになった。日本には1839年長崎の和蘭商館長ニーマンにより持ち込まれ、1856年刊の薬物書には木クレオソートを「結麗阿曹多（ケレヲソート）」と記した記載が見られる。また、1866年刊の「新薬百品考」には、結麗阿曹多の製法、効能、用法が簡潔に記載されている。
1902年、大阪の薬商中島佐一薬房は「忠勇征露丸」の売薬免許を取得。木クレオソート丸剤に「忠勇征露丸」という商品名がつけられ、製造販売を開始した。
一方、帝国陸軍では、「明治三十七八年戦役陸軍衛生史」によると「戦役ノ初メヨリ諸種ノ便宜上結列阿曹篤ヲ丸トシテ之ヲ征露丸ト名ケ出世者全部ニ支給シテ（以下略）」服用を命じた記録が残っており、1904-5年の日露戦争時に「征露丸」を軍人全員に配布していた。正露丸誕生の一説として1903年に陸軍軍医学校によって開発されたとのいわれがあるが、1901年（明治34年）の陸軍医学雑誌ではクレオソート丸と記載があり、前記の資料より1903年以前からあったクレオソート（結列阿曹篤）丸を日露戦争時に「征露丸」と名づけて用いていたことがわかる。
中島は1945年3月に亡くなり、戦前最大のシェアを誇った「忠勇征露丸」の商品名・製造販売権は大幸薬品の前身である柴田製薬所に譲渡される。その後商品名を1949年に「中島正露丸」、1954年に「正露丸」と変えながら、大幸薬品は正露丸販売の9割を寡占する最大手として現在に至っている。

### 登録商標問題
1959年に大幸薬品が「正露丸」商標登録を行い、今も権利は有効ではあるが、実際には、大幸薬品以外の各社から正露丸が発売されている。これは過去に「正露丸」という商標に関して裁判が行われ、「正露丸」という語は「クレオソートを主材とする胃腸用丸薬自体の一般的な名称として国民の間に広く認識されていた」と判断する判決が下されたこともその一因である。そのため、薬局・薬店・ドラッグストア等で購入する際には「ラッパのマークの正露丸」と指定する事で大幸薬品の正露丸を購入する事が出来る（TVCMでは他社製品の正露丸との差別化を図るため、正露丸の主成分である木クレオソートの薬効についてなど、どのように正露丸が効いているのか、CGを用いて、腸管内のイメージを表現。学術面を強化して、差別化を図っている）。TVCM以外でも、TBSラジオ・JRN系「ドライバーズ・リクエスト」のヒッチハイクCM、ニッポン放送・NRN系「ミュージックスクランブル」「どうですか歌謡曲」のカウキャッチャーCMや地元・本社のある大阪のMBSラジオなども行っている。ちなみにCMで使われているラッパ曲は、旧陸軍で信号ラッパを用いて伝達用に吹奏されていた「喇叭（らっぱ）譜・食事」（通称・食事ラッパ）。現在でも自衛隊で「喇叭譜」は用いられているが、CMで使用されている旧陸軍のものとはメロディが異なっている。ラッパのメロディによるCMは1951年に日本で民間放送が開始された頃から60年以上にわたって使われている。また2014年から放映されている森高千里が出演する正露丸のCMでは森高がラッパのメロディにを歌詞を付けているバージョンが放映された。

### ロゴマーク
ロゴマークは1902年に中島佐一薬房から「忠勇征露丸」が発売された当初は世界の薬という意味を込めた地球儀を模した丸に「誠」が入っていた。1949年に真ん中を白、文字も茶色にマイナーチェンジされた。現在のラッパのマークが登場したのは1969年からで、当初は初代ロゴの「誠」の文字をラッパに置き換えたものであったが、1972年に現在のラッパのマークのみとなった。

## 感染管理事業
2006年から新たに感染管理事業を開始し、低濃度の二酸化塩素の溶液とガスの技術を用いた今までにない有効な二酸化塩素除菌消臭製品を提供している。二酸化塩素は、液体に溶存させたとき二酸化塩素ガス濃度が減少してしまうため、その濃度を一定化させることが不可能であった。しかし、同社の「二酸化塩素ガス濃度長期保持」に関する特許技術により、今まで困難であった二酸化塩素液剤の流通商品化が可能となった。現在、同社の二酸化塩素除菌消臭製品は、噴射、設置、携帯など、様々な用途に合わせた豊富なラインナップを用意している。
これら二酸化塩素除菌消臭製品は、大幸薬品のPR記事などを通し、『二酸化塩素ガスの殺菌効果は科学的に証明されており、新型インフルエンザウイルスを含め、ウイルスを不活性化する力がある』と宣伝されるものの、一般的な使用状況と異なる条件下の実験が元となっている等その効果には根拠がなく、下記の通り処分されている商品である。そのため雑貨品扱いとされている。

### 二酸化塩素商品の景品表示法違反処分
消費者庁は二酸化塩素除菌商品の効果について十分な検証がなされていないとして優良誤認を招く表示をやめるよう処分を行った。なお、大幸薬品はこの二酸化塩素を利用した除菌製品の好調な売り上げなどを背景に2014年3月期の純利益の予想を60％上方修正していた。2022年にも消費者庁から景品表示法に基づく措置命令がなされている。
2022年4月15日、除菌用品「クレベリン」について、消費者庁は、2022年1月の措置命令に続き、残る「置き型」の製品についても「合理的な根拠が認められない」として、大幸薬品に対して、景品表示法に基づいた再発防止などを命じる措置命令を行った。2023年4月11日、消費者庁は大幸薬品に6億744万円の課徴金納付命令を出した。同年、この問題で会社に損害を与えたとして、柴田仁会長に約96億円を支払うよう求める株主代表訴訟を大幸薬品の発行済み株式の3%を持つ興和株式会社が起こした。2023年10月20日、日本OTC医薬品協会は合理的な根拠なく「ウイルス除去」などをうたい除菌剤「クレベリン」を販売したとして、大幸薬品に文書による厳重注意処分にした。

## 取扱商品
- 正露丸【第2類医薬品】
  - 100年以上の歴史を持つ胃腸薬。天然成分の日本薬局方木クレオソートを主成分にその働きを助ける日本薬局方アセンヤク末・日本薬局方オウバク末・日本薬局方カンゾウ末・陳皮末といった生薬を配合した特異な匂いを持つ少し湿った黒茶色の丸剤。下痢・食あたり・水あたりの他、歯に詰めることにより虫歯痛にも効果がある。征露丸として1946年11月販売開始[14]。
- セイロガン糖衣A【第2類医薬品】
  - 「正露丸」の姉妹品で、日局 木クレオソートに日局ゲンノショウコ末とオウバク乾燥エキスを配合し、白の糖衣コーティングを施した錠剤タイプ。瓶入り（36錠・84錠）の他に、PTP包装（48錠・120錠）やケース入りの携帯用（24錠）も設定されている（携帯用はイエローとピンクの2色が用意されている）。セイロガン糖衣は1966年10月、セイロガン糖衣Aは1981年11月販売開始[14]。
- 正露丸クイックC【第2類医薬品】
  - 2017年4月発売。錠剤タイプの「セイロガン糖衣（現在の「セイロガン糖衣A」）」以来、約50年半ぶりとなる「正露丸」の新剤形で、日局 木クレオソートのみの単味剤。中身を液体としたカプセルタイプとなっている[15]。
- ピシャット下痢止めOD錠【指定第2類医薬品】（製造販売元：テイカ製薬）
  - 「ピシャット」は2009年12月に顆粒タイプの止瀉薬として発売され、2011年7月に水なしでの服用が可能な錠剤タイプ「ピシャット錠」を発売。2017年8月に現在の製品が発売された。有効成分をロペラミド塩酸塩の単味剤に変更し、剤形を口腔内崩壊錠（OD錠）に変更。製造販売元がパナケイヤ製薬から変更された。2019年9月にカラーリングに黄色と黒の警戒色を用い、さらに表面に主成分であるロペラミド塩酸塩の化学式を表記したパッケージデザインにリニューアル（従来表記されていた「ラッパのマーク」を無くす替わりに、「クレベリン」や「クレベ&アンド」と同様に「TAIKO」の英字ロゴが入る）。また、小容量の4錠入りが追加発売された。
- ラッパ整腸薬BF【指定医薬部外品】
- 木酢入浴液（薬用入浴剤【医薬部外品】）
- クレベリン
  - 2005年4月発売。二酸化塩素を用いた衛生管理製品。詳細記事を参照。
- クレベ&アンド
  - 2019年9月発売。「クレベリン」の派生ブランド（その為、「クレベ&アンド」ロゴの下に「by cleverin」の表記がある）で、主に身の回りの除菌に特化した製品。手指用消毒剤の「ハンドジェル【指定医薬部外品】」と「ハンドスプレー【指定医薬部外品】」、食品添加物アルコールが主成分のキッチン用スプレー「ウイルス・菌除去スプレー（キッチン用）」の3種類がある。

### 補足
2011年5月に樋屋製薬との間で小児五疳薬「樋屋奇応丸」の11品目の独占国内販売契約が締結され、同年8月に樋屋奇応丸株式会社から販売を引き継ぎ、発売された。その後、2016年5月に独占国内販売契約が満了したことに伴い、大幸薬品での販売を終了し、再び樋屋奇応丸株式会社の販売に再移行されている。

## スポンサー番組
かつては水曜グランドロマン（日本テレビ系列）をはじめ、ドラマシティ（読売テレビ制作・日本テレビ系列）や月曜ドラマスペシャル→月曜ミステリー劇場→月曜ゴールデン（TBS系列）、ダウンタウンDX（読売テレビ制作・日本テレビ系列）、さんまのナンでもダービー（テレビ朝日系列）など全国ネットのレギュラー番組でも提供・CMを放映したりしていたが、長らくレギュラー番組におけるスポンサーは担当していない為、主に関東エリアを中心にスポット枠でのCM放送が多い。なお、近畿エリアに関しては正月の頃に特別番組にも提供している。また最近では、全国ネットの提供はバイキング（フジテレビ系列、2015年10月から隔日、降板時期不明）を提供していた。
また、スポーツ関係の広告も実施しており、長居陸上競技場の広告スポンサー、Bリーグ・大阪エヴェッサのコート広告スポンサー（2007年から）、京セラドーム大阪のネット裏広告（2008年から）などを展開している。

### 提供番組
- スッキリ（日本テレビ系列、提供開始当初から月曜第2部のナショナルスポンサーを務めている）

## 歴代CM出演者
- 石丸謙二郎（正露丸）
- 勝村政信（セイロガン糖衣A）
- 友近（ラッパ整腸薬BF）
- 豊岡咲世子（セイロガン糖衣A携帯用ピンク）
- 吉田航介（セイロガン糖衣A携帯用イエロー）
- 加藤清史郎（クレベリン）
- 佐々木蔵之介（クレベリン）
- 森高千里（正露丸）
- ブレイク・クロフォード（正露丸）
- 藤井隆（正露丸、発売120周年イメージキャラクターとして、2022年4月から出演）